# Gerlinde Berk
Gerlinde Berk (* 11. September 1940 in Eisenach; † 25. September 2023) war eine deutsche Politikerin (SPD) und Abgeordnete der Bremischen Bürgerschaft.

## Biografie

### Ausbildung und Beruf
1955 bis 1958 wurde Berk zur Einzelhandelskauffrau ausgebildet. Später erfolgte eine Weiterbildung zur Abteilungsleiterin und Einkäuferin. Von 1963 bis 1974 war sie als Einkäuferin tätig. Zwischen 1975 und 1990 erfolgte Saisontätigkeit als selbständige Einzelhandelskauffrau.

### Politik
Von 1979 bis 1991 war sie Mitglied der Stadtverordnetenversammlung Bremerhaven. Hierbei war sie von 1987 bis 1991 stellvertretende Fraktionsvorsitzende der SPD. Vom 14. Oktober 1991 bis zum 7. Juni 2007 war Gerlinde Berk Mitglied der Bremischen Bürgerschaft. In der Bremischen Bürgerschaft war sie in den Ausschüssen für Bundes- und Europaangelegenheiten, für internationale Kontakte und Entwicklungszusammenarbeit und für Informations- und Kommunikationstechnologie und Medienangelegenheiten vertreten. Berk gehörte den  Deputationen für den Fischereihafen, für Wissenschaft und für Kultur an. Sie war wissenschaftspolitische Sprecherin ihrer Fraktion.
2012 wählte die Bürgerschaft Berk in die Bundesversammlung zur Wahl des 11. Bundespräsidenten.

### Ehrungen
- Am 31. Oktober 2006 wurde ihr die Ehrenbürgerschaft der Hochschule Bremerhaven als erster Frau verliehen. Die Verleihung erfolgte für ihren Einsatz für den Hochschulstandort Bremerhaven.
- Seit 2011 Trägerin der Verdienstmedaille der Stadt Bremerhaven

## Tod
Gerlinde Berk verstarb am 25. September 2023 im Alter von 83 Jahren.